# کار جنسی مهاجران
کار جنسی مهاجران (انگلیسی: Migrant sex work) فروش خدمات جنسی توسط مهاجران در نقاط مختلف جهان است. از آنجایی که چنین فعالیتی در میان گروه‌های خاص جمعیتی، نقشی غالب دارد، بررسی علل و مطالعه پی آمدهای آن نیز دارای اهمیت است. تفاوتهای فرهنگی و حقوقی قابل ملاحظه در ارتباط با مهاجرت و به خصوص فروش خدمات جنسی در کشورهای مختلف، در عمل بستری برای گسترش زیانبار اعمال خشونت، سوء استفاده اقتصادی و اخلاقی و نهایتاً قانون‌شکنی و از جمله
قاچاق انسان بوده است. موضوعی که پیوسته بحث‌انگیز بوده و سازمانهای دولتی و غیردولتی بسیای را در سراسر جهان به خود مشغول کرده است.

## جمعیت‌شناسی و پیشینه ملیتی
ماهیت غالباً غیرقانونی کار جنسی مهاجران، دستیابی به برآوردهای قابل اعتماد و قطعی از وضعیت کارگران چنین بازاری را دشوار می‌کند. با این حال، پژوهشگران علوم اجتماعی، روندهای قابل توجهی را در مورد هویت کارگران جنسی مهاجر کشف کرده‌اند. در حالی که مهاجرانی که در کشاورزی یا صنایع کار می‌کنند عمدتاً مرد هستند، مهاجرانی که به کارهای جنسی تجاری می‌پردازند، عمدتاً زن بوده و در سنین مختلفی از اوایل نوجوانی تا میانسالی به سر می‌برند.در مجموع کارگران جنسی مهاجر بخش قابل توجهی از جمعیت کارگران جنسی را در بسیاری از کشورها تشکیل می‌دهند. این میزان در بریتانیا ۳۷ و در اسپانیا ۹۰ درصد تخمین زده شده است.
با توجه به کشور میزبان، کارگران جنسی مهاجر از نظر پیشینه ملیتی، مبدأ متفاوتی دارند. برای مثال در کشورهای خاصی، مانند امارات متحده عربی، کارگران جنسی از طیف متنوعی از کشورهای مبدأ، مانند روسیه، نیجریه، و تایلند می‌آیند. در حالی که، حدود۶۰ درصد از کارگران جنسی در شهرهای بزرگ هلند، زنان رنگین‌پوست از کشورهای در حال توسعه هستند. اما آنچه که کارگران جنسی مهاجر را از کارگران محلی متمایز می‌کند، در درجه اول وضعیت اجتماعی-اقتصادی پایین، اقامت غیرقانونی و ضعف مهارت‌های زبانی آنهاست که به نوبه خود باعث افزایش پتانسیل ارتکاب به دیگر جرایم در بین جمعیت این حرفه می‌شود.